# 빅토르 스타루힌
빅토르 콘스탄티노비치 스타루힌(러시아어: Виктор Константинович Старухин, 일본어: ヴィクトル・コンスタンチノヴィッチ・フョードロヴィッチ・スタルヒン , 1916년 5월 1일 ~ 1957년 1월 12일)은 러시아계 일본인인 프로 야구 선수(투수)이다. 1940년에 전쟁 중일 때에는 스다 히로시(須田 博)란 이름으로 개명했다.

## 인물
스타루힌은 러시아 제국 페름 현 니즈니타길에서 태어났으며, 러시아 혁명 후 온 가족이 일본으로 이민하여 홋카이도 아사히카와시에서 살게 되었다.
1936년에 대일본도쿄야구클럽(大日本東京野球倶楽部 다이닛폰도쿄야큐쿠라부[*])의 후신인 도쿄 교진군에 입단해 에이스 투수로 활약, 1937년 7월 3일에 노히트 노런을 달성했다. 1938년 추계 대회에서 1.05의 최고 평균자책점을 기록, 1939년과 1940년에 두 차례 MVP에 선정되었으며, 6차례의 다승왕 타이틀을 획득하였다. 1939년에는 소련군과 몽골군이 일본 제국의 관동군, 만주국군과 대규모 군사 교전(할힌골 전투)이 일어나 일본군이 참패하여 일본인들이 러시아인에 대한 감정이 악화되자 1940년에 스다 히로시(須田 博)란 이름으로 개명했다. 종전 후 1946년에는 도쿄 교진군 시절 감독으로 있었던 후지모토 사다요시 감독이 이끄는 퍼시픽(요코하마 DeNA 베이스타스의 전신 중 하나)에 이적, 같은 해 10월에는 일본 야구 사상 처음으로 개인 통산 200승을 달성했다. 1947년에 다이요 로빈스, 1948년 ~ 1953년 긴세이 스타스·다이에이 스타스, 1954년과 1955년에는 다카하시 유니온스·돈보 유니온스에서 활약을 했다. 1955년 9월 4일에 일본 프로 야구 사상 최초로 통산 300승을 달성했으며 같은 해 통산 303승(247선발승) 176패, 6할 3푼 3리의 승률, 1960탈삼진, 2.09의 평균자책점을 기록하여 19년 간의 선수 생활을 마감했다.
그러나 1957년 1월 12일 오후 10시 38분 무렵, 중학교 동창회에 참석하기 위해 자동차를 운전하던 도중 시부야역으로 가는 열차와 정면 충돌해 병원으로 이송하는 도중 사망했다.
고향인 아사히카와시에 있는 아사히카와 시영 구장(현 아사히카와 하나사키 스포츠 공원 경식 야구장)에 그의 동상이 세워져 있으며, 1984년부터 그의 공적을 기리기 위해 스타루힌 구장(スタルヒン球場)이란 애칭을 사용하고 있다.
한편, 1940년 32선발승으로 역대 정규시즌 MVP 최다 선발승 기록을 갖고 있으나 1948년부터 1949년까지 프랜차이즈 제도를 시범 도입한 뒤 프랜차이즈 제도가 본격적으로 시행된 1952년 이후로 치자면 같은 해(1952년) 벳쇼 다케히코의 26선발승(센트럴 리그)이 최고 기록(퍼시픽 리그(24선발승)-1959년 스기우라 다다시 2013년 다나카 마사히로)이다.

아울러, 전성기 시절 본인(스타루힌)이 착용한 등번호 17번은 '실력파' 투수들이 착용한다.

## 경력
- 도쿄 교진군(1936년 ~ 1944년)
- 퍼시픽·다이요 로빈스(1946년 ~ 1947년)
- 긴세이 스타스·다이에이 스타스(1948년 ~ 1953년)
- 다카하시 유니온스·돈보 유니온스(1954년 ~ 1955년)

## 수상·타이틀 경력
- MVP : 2회(1939년, 1940년)
- 최고 평균자책점 : 1회(1938년 추계)
- 다승왕 : 6회(1937년 추계 ~ 1940년, 1949년)
- 최다 탈삼진 : 2회(1938년 추계, 1939년) ※당시는 타이틀이 아님.
- 최다 선발승 : 5회(1937년 추계(12선발승), 1938년 봄(12선발승), 1938년 가을(18선발승), 1939년(30선발승), 1940년(32선발승))
- 최고 승률 : 2회(1938년 추계, 1940년)
- 베스트 나인 : 1회(1940년)
- 올스타전 출장 : 1회(1952년)
- 명예의 전당(1960년)

## 개인 기록
- 노히트 노런 : 1회(1937년 7월 3일)
- 통산 최다 완봉 승리 : 83경기(일본 기록)

## 등번호
- 18(1935년, 1948년)
- 17(1936년 ~ 1943년, 1946년 ~ 1947년, 1949년 ~ 1955년)[4]

## 통산 성적

### 연도별 투수 성적
| 연도        | 소속             | 등 판 | 선 발 | 완 투 | 완 봉 | 무 볼 넷 | 승 리 | 패 전 | 세 이 브 | 홀 드 | 승 률 | 타 자 | 투 구 회 | 피 안 타 | 피 홈 런 | 볼 넷 | 고의 사구 | 死 구 | 탈 삼 진 | 폭 투 | 보 크 | 실 점 | 자 책 점 | 평균 자책점 | WHIP |
| ----------- | ---------------- | ----- | ----- | ----- | ----- | -------- | ----- | ----- | -------- | ----- | ----- | ----- | -------- | -------- | -------- | ----- | --------- | ----- | -------- | ----- | ----- | ----- | -------- | ----------- | ---- |
| 1936년 하계 | 도쿄 교진군      | 1     | 0     | 0     | 0     | 0        | 0     | 0     | --       | --    | ----  | 14    | 3.0      | 3        | 0        | 1     | --        | 0     | 4        | 0     | 0     | 0     | 0        | 0.00        | 1.33 |
| 1936년 추계 | 도쿄 교진군      | 3     | 3     | 2     | 0     | 0        | 1     | 2     | --       | --    | .333  | 89    | 21.0     | 17       | 0        | 7     | --        | 0     | 19       | 0     | 0     | 10    | 7        | 3.00        | 1.14 |
| 1937년 춘계 | 도쿄 교진군      | 25    | 16    | 10    | 3     | 0        | 13    | 4     | --       | --    | .765  | 592   | 147.1    | 100      | 1        | 58    | --        | 1     | 92       | 2     | 0     | 34    | 25       | 1.53        | 1.07 |
| 1937년 추계 | 도쿄 교진군      | 26    | 18    | 13    | 4     | 1        | 15    | 7     | --       | --    | .682  | 658   | 164.2    | 115      | 0        | 51    | --        | 2     | 95       | 2     | 0     | 53    | 34       | 1.86        | 1.01 |
| 1938년 춘계 | 도쿄 교진군      | 24    | 16    | 13    | 5     | 2        | 14    | 3     | --       | --    | .824  | 639   | 158.2    | 106      | 5        | 57    | --        | 2     | 76       | 1     | 0     | 42    | 36       | 2.04        | 1.03 |
| 1938년 추계 | 도쿄 교진군      | 24    | 19    | 17    | 7     | 1        | 19    | 2     | --       | --    | .905  | 765   | 197.2    | 111      | 0        | 59    | --        | 1     | 146      | 1     | 1     | 32    | 23       | 1.05        | 0.86 |
| 1939년      | 도쿄 교진군      | 68    | 41    | 38    | 10    | 1        | 42    | 15    | --       | --    | .737  | 1838  | 458.1    | 316      | 4        | 156   | --        | 11    | 282      | 6     | 0     | 114   | 88       | 1.73        | 1.03 |
| 1940년      | 도쿄 교진군      | 55    | 42    | 41    | 16    | 2        | 38    | 12    | --       | --    | .760  | 1688  | 436.0    | 241      | 3        | 145   | --        | 4     | 245      | 5     | 0     | 67    | 47       | 0.97        | 0.89 |
| 1941년      | 도쿄 교진군      | 20    | 14    | 13    | 4     | 0        | 15    | 3     | --       | --    | .833  | 587   | 150.0    | 93       | 3        | 45    | --        | 1     | 58       | 2     | 0     | 28    | 20       | 1.20        | 0.92 |
| 1942년      | 도쿄 교진군      | 40    | 30    | 27    | 8     | 1        | 26    | 8     | --       | --    | .765  | 1196  | 306.1    | 174      | 3        | 119   | --        | 2     | 110      | 6     | 0     | 50    | 38       | 1.12        | 0.96 |
| 1943년      | 도쿄 교진군      | 18    | 14    | 11    | 3     | 0        | 10    | 5     | --       | --    | .667  | 537   | 136.0    | 75       | 2        | 57    | --        | 3     | 71       | 3     | 0     | 22    | 18       | 1.19        | 0.97 |
| 1944년      | 도쿄 교진군      | 7     | 7     | 7     | 2     | 1        | 6     | 0     | --       | --    | 1.000 | 254   | 66.0     | 40       | 0        | 23    | --        | 0     | 27       | 2     | 0     | 9     | 5        | 0.68        | 0.95 |
| 1946년      | 퍼시픽· 다이요   | 5     | 4     | 2     | 0     | 0        | 1     | 1     | --       | --    | .500  | 138   | 31.2     | 35       | 1        | 16    | --        | 0     | 11       | 0     | 0     | 10    | 7        | 1.99        | 1.61 |
| 1947년      | 퍼시픽· 다이요   | 20    | 19    | 16    | 1     | 2        | 8     | 10    | --       | --    | .444  | 662   | 162.1    | 142      | 3        | 48    | --        | 2     | 77       | 1     | 0     | 59    | 37       | 2.05        | 1.17 |
| 1948년      | 긴세이· 다이에이 | 37    | 32    | 28    | 3     | 1        | 17    | 13    | --       | --    | .567  | 1187  | 298.1    | 240      | 6        | 80    | --        | 3     | 138      | 4     | 1     | 90    | 72       | 2.17        | 1.07 |
| 1949년      | 긴세이· 다이에이 | 52    | 40    | 35    | 9     | 6        | 27    | 17    | --       | --    | .614  | 1519  | 376.0    | 357      | 24       | 69    | --        | 4     | 163      | 2     | 1     | 130   | 109      | 2.61        | 1.13 |
| 1950년      | 긴세이· 다이에이 | 35    | 28    | 17    | 2     | 3        | 11    | 15    | --       | --    | .423  | 995   | 234.1    | 270      | 21       | 48    | --        | 4     | 86       | 1     | 1     | 115   | 103      | 3.96        | 1.36 |
| 1951년      | 긴세이· 다이에이 | 14    | 13    | 8     | 0     | 2        | 6     | 6     | --       | --    | .500  | 391   | 100.2    | 79       | 5        | 22    | --        | 2     | 47       | 0     | 5     | 39    | 30       | 2.68        | 1.00 |
| 1952년      | 긴세이· 다이에이 | 24    | 18    | 12    | 1     | 1        | 8     | 10    | --       | --    | .444  | 618   | 150.1    | 145      | 9        | 43    | --        | 2     | 44       | 3     | 0     | 63    | 51       | 3.05        | 1.25 |
| 1953년      | 긴세이· 다이에이 | 26    | 23    | 17    | 3     | 2        | 11    | 9     | --       | --    | .550  | 811   | 201.2    | 175      | 11       | 42    | --        | 4     | 61       | 3     | 0     | 67    | 60       | 2.68        | 1.08 |
| 1954년      | 다카하시· 돈보   | 29    | 25    | 11    | 1     | 1        | 8     | 13    | --       | --    | .381  | 756   | 178.1    | 191      | 12       | 45    | --        | 3     | 52       | 2     | 0     | 85    | 74       | 3.73        | 1.32 |
| 1955년      | 다카하시· 돈보   | 33    | 27    | 12    | 1     | 4        | 7     | 21    | --       | --    | .250  | 820   | 196.2    | 205      | 9        | 30    | 3         | 4     | 56       | 4     | 0     | 102   | 85       | 3.89        | 1.19 |
| 통산 : 19년 | 통산 : 19년      | 586   | 449   | 350   | 83    | 31       | 303   | 176   | --       | --    | .633  | 16754 | 4175.1   | 3230     | 122      | 1221  | 3         | 55    | 1960     | 50    | 9     | 1221  | 969      | 2.09        | 1.07 |

- 굵은 글씨는 시즌 최고 성적, 붉은색 글씨는 일본 프로 야구 역대 최고 성적.

### 타격 성적
| 경기 | 타수 | 득점 | 안타 | 2루타 | 3루타 | 홈런 | 루타 | 타점 | 도루 | 도루실패 | 희생번트 | 희생플라이 | 볼넷 | 死구 | 삼진 | 병살타 | 타율 |
| ---- | ---- | ---- | ---- | ----- | ----- | ---- | ---- | ---- | ---- | -------- | -------- | ---------- | ---- | ---- | ---- | ------ | ---- |
| 718  | 1879 | 125  | 446  | 77    | 5     | 19   | 590  | 252  | 7    | 2        | 29       | 8          | 52   | 0    | 160  | 22     | .237 |

## 같이 보기
- 재일 러시아인